# Оглядова стаття
Оглядова стаття — науковий метод, мета якого познайомити читача з результатами досліджень, ідеями та дискусіями з різних тем в стислій формі[джерело?]. Фактично — це збір, аналіз і обговорення опублікованої інформації з певної теми.
Огляд літератури — різновид оглядової статті[джерело?].

## Функції
Оглядові статті виконують певні функції в області розвитку науки й техніки, такі як[джерело?]:
- систематизація розрізнених знань;
- збір інформації про стан питання, огляд літератури, порівняння інформації з різних джерел;
- огляд нових знань із зазначенням тенденцій в розвитку цих знань;
- виділення нових напрямків досліджень;
- огляд перспективних ідей.

## Форма
Перш ніж писати оглядову статтю, необхідно визначити форму огляду[джерело?]:
- вичерпний огляд — це коментарі до бібліографії, які не пропонують точної вичерпної інформації для професійної відповіді на конкретне питання;
- описовий огляд дає уявлення про стан наукового знання на сьогодні, яке постійно розвивається, і є корисним матеріалом у навчальних закладах;
- оцінний огляд — це оцінка наукових результатів для науки та суспільства;
- огляд літератури з конкретної проблеми.

## Структура
Оглядова стаття повинна мати прийняту в науковій періодиці структуру. Тому оглядові статті повинні містити наступні структурні елементи[джерело?]:
- Назва. Важливий елемент, який повинен зацікавити читача.
- Анотація. В анотації дається загальне, коротке уявлення про роботу. На момент написання анотації автор повинен добре уявляти собі про що буде стаття, що в ній може бути цікавого і важливого для читача. Деякі автори залишають написання цього розділу на кінець роботи. Але якщо ви ясно бачите всі ідеї, які будуть відображені в роботі, то можна написати її й спочатку. При цьому пам'ятайте, що анотацію також важко читати, як і писати, оскільки її обсяг обмежений 200 словами.
- Вступ. Введення дає читачеві інформацію про структуру та взаємозв'язки елементів роботи, заощаджуючи його час. Якщо читача цікавлять якісь окремі розділи огляду — він прочитає саме їх.
- Основна частина. Пам'ятайте, що оглядова стаття — це не бібліографічний огляд. Ваше завдання — показати рівень вивченості наукової проблеми, по можливості дати критичну оцінку опублікованих з даної проблеми робіт і зробити висновки, основані на цих роботах.
- Висновки. Висновки оглядової статті — це рекомендації для подальших досліджень або пропозиції про впровадження наукових інновацій для розв'язання конкретних проблем.